# Adriana Lessa
Adriana Lessa, nome completo Adriana Victor Lessa (Guarulhos, 1º febbraio 1971), è un'attrice, cantante ed ex pallavolista brasiliana.

## Biografia
Prima di intraprendere la carriera artistica, è stata per alcuni anni pallavolista, avendo fatto parte dello Sport Club Corinthians Paulista. Nel 1986, dopo aver conosciuto il regista teatrale Antunes Filho, ha deciso di dare l'addio all'agonismo per entrare nel mondo dello spettacolo. Ha quindi seguito corsi di recitazione e di danza. Tra le maggiori produzioni in cui ha recitato, soprattutto film e telenovelas, vi sono Terra nostra e Vento di passione, trasmesse da TV Globo, ed Escrava Mãe, prodotta da Rede Record.
Ha anche fondato un gruppo musicale, con il quale si è esibita in Brasile e in Angola. Ha partecipato a vari musical, tra cui Folies Bergères, il noto show di Las Vegas.

## Vita privata
Dal 2003 è un membro della confessione religiosa Igreja Renascer em Cristo.